# Adam Mniszek
Adam Mniszek herbu Poraj, ps. Bużenin (ur. 15 stycznia 1889 w Bużeninie k. Sambora, zm. 16 listopada 1957 w Londynie) – pułkownik dyplomowany kawalerii Wojska Polskiego, działacz niepodległościowy.

## Życiorys
Urodził się 15 stycznia 1889, w rodzinie Mieczysława (ur. 16 maja 1844 w Przemyślu, zm. 29 kwietnia 1923 w Krakowie), wojskowego, ziemianina i posła do austriackiej Rady Państwa VII kadencji (18 października 1887 – 20 grudnia 1888) wybranego w kurii I – większej własności ziemskiej, w okręgu wyborczym nr 11 (Żółkiew-Rawa-Sokal) i Marii z Antoniewiczów. Z pierwszego małżeństwa ojca, Adam miał brata przyrodniego Zygmunta Artura (ur. 1874), zaś z małżeństwa swoich rodziców miał jedną siostrę.
Był jednym z założycieli i członkiem rzeczywistym Towarzystwa Akademickiego Polskiego Jagiellonia.
W czasie I wojny światowej walczył w Legionach Polskich. Był oficerem 2 pułku ułanów. 30 kwietnia 1915 awansował na chorążego, a 1 listopada 1916 na podporucznika.
W latach 1919–1920, w czasie wojny z bolszewikami, został przydzielony do Naczelnego Dowództwa Wojska Polskiego. Pełnił w nim obowiązki szefa Sekcji 12 Personalnej Oddziału IV - Głównego Kwatermistrzostwa (od sierpnia 1919) i szefa Sekcji „E” Oddziału V (od 1 stycznia 1920). 15 lipca 1920 został zatwierdzony z dniem 1 kwietnia 1920 w stopniu majora, „w kawalerii, w grupie byłych Legionów Polskich”.
14 lutego 1920 poślubił Irenę Pomorską, ur. 27 czerwca 1898, córkę Józefa i Ireny Koryckiej w Poznaniu, w kościele św. Marcina.
1 czerwca 1921 pełnił służbę w Biurze Ścisłej Rady Wojennej, pozostając na ewidencji 2 pułku Szwoleżerów Rokitniańskich. 3 maja 1922 został zweryfikowany w stopniu majora ze starszeństwem z dniem 1 czerwca 1919 i 69. lokatą w korpusie oficerów jazdy. W 1923 pełnił służbę w Oddziale IV Sztabu Generalnego w Warszawie na stanowisku kierownika referatu, pozostając na ewidencji 2 pułku Szwoleżerów Rokitniańskich w Bielsku. 31 października 1923 roku został przydzielony do Rezerwy Oficerów Sztabowych DOK I. Z dniem 1 lutego 1924 został przeniesiony w stan nieczynny na okres sześciu miesięcy. Mieszkał wówczas w Warszawie przy ulicy Kapucyńskiej 5 m. 1. 1 sierpnia powrócił ze stanu nieczynnego do służby czynnej z równoczesnym odkomenderowaniem do Oddziału I Sztabu Generalnego do dnia 1 listopada. Od 3 listopada 1924 do 15 października 1925 był słuchaczem IV Kursu Doszkolenia Wyższej Szkoły Wojennej w Warszawie. Po ukończeniu kursu i otrzymaniu dyplomu naukowego oficera Sztabu Generalnego został ponownie przydzielony do Oddziału IV Sztabu Generalnego. W 1924 powrócił do macierzystego pułku. W marcu 1926 był wojskowym komisarzem drogowym w Oddziale IV SG. W 1928 ponownie w 2 pułku Szwoleżerów Rokitniańskich na stanowisku dowódcy szwadronu. 23 stycznia 1929 awansował na podpułkownika ze starszeństwem z dniem 1 stycznia 1929 i 1. lokatą w korpusie oficerów kawalerii, a w lipcu tego roku został wyznaczony na stanowisko zastępcy dowódcy 4 pułku strzelców konnych w Płocku. W czerwcu 1930 został przeniesiony na stanowisko oficera sztabowego do zleceń szefa Sztabu Głównego, gen. dyw. Tadeusza Piskora i kierownika Referatu Personalnego Oficerów Dyplomowanych. W styczniu 1932, po objęciu stanowiska szefa Sztabu Głównego przez gen. bryg. Janusza Gąsiorowskiego, został przeniesiony na stanowisko delegata Sztabu Głównego przy Dyrekcji Okręgowej Kolei Państwowych w Warszawie. Od 1 września 1932 do 1 września 1939 był pomocnikiem gen. dyw. Tadeusza Kutrzeby, komendanta Wyższej Szkoły Wojennej w Warszawie.
Jesienią 1937 szef Sztabu Głównego, gen. bryg. Wacław Stachiewicz zlecił mu przygotowanie mobilizacji Kwatery Głównej Naczelnego Wodza. W marcu 1939 gen. Stachiewicz wyznaczył go na stanowisko komendanta Kwatery Głównej Naczelnego Wodza. W czasie kampanii wrześniowej (1–18 września 1939) był komendantem Kwatery Głównej Naczelnego Wodza w Warszawie, w Brześciu (od 6 września), Włodzimierzu Wołyńskim (od 11 września), Młynowie (14 września) i Kołomyi. 18 września 1939 w Kutach przekroczył granicę z Rumunią, a następnie przeszedł do Storożyńca i Watry Dornej. 24 września 1939 z polecenia gen. bryg. Tadeusza Malinowskiego rozpoczął przegrupowanie KG NW do rejonu Tulczy i Babadag. 25 września 1939 w Ploeszti zadanie likwidacji Kwatery Głównej Naczelnego Wodza przekazał swojemu zastępcy majorowi Zygmuntowi Cierpickiemu, a sam udał się do Bukaresztu, dokąd przybył następnego dnia. Od 28 września do 23 grudnia 1939 w Ambasadzie RP w Bukareszcie, z polecenia attaché wojskowego, ppłk. dypl. Tadeusza Zakrzewskiego, zajmował się sprawami ewakuacji do Francji polskich lekarzy medycyny i weterynarii, aptekarzy, sióstr PCK, oficerów audytorów, oficerów geografów, juzistek oraz inżynierów, techników i rzemieślników.
W maju 1940 Naczelny Wódz i Minister Spraw Wojskowych, gen. dyw. Władysław Sikorski wyznaczył go na stanowisko kierownika Referatu Wyższych Dowództw i Oficerów Dyplomowanych w Sztabie Naczelnego Wodza, lecz obowiązków na tym stanowisku nie objął, gdyż został odwołany i na powrót przeniesiony do Stacji Zbornej Oficerów w obozie Carpiagne (franc. Camp de Carpiagne). Odwołanie ze stanowiska pozostawało w bezpośrednim związku z zarzutami, jakie zostały wysunięte przeciwko niemu przez Biuro Rejestracyjne Ministerstwa Spraw Wojskowych, na czele którego stał kawalerzysta, płk dypl. Fryderyk Mally. W ocenie zainteresowanego, sformułowane przeciwko niemu zarzuty dotyczyły „prześladowania i sekowania oficerów dyplomowanych” oraz działalności na stanowisku komendanta Kwatery Głównej Naczelnego Wodza w czasie kampanii wrześniowej.
W sierpniu 1945 roku, w stopniu pułkownika, wykonywał obowiązki w Szefostwie Służby Opieki nad Żołnierzem Sztabu Naczelnego Wodza na stanowisku szefa Wydziału Dobrobytu Żołnierza. Zmarł 16 listopada 1957 w Londynie .

## Ordery i odznaczenia
- Krzyż Niepodległości (6 czerwca 1931)[22]
- Krzyż Kawalerski Orderu Odrodzenia Polski (10 listopada 1938)[23]
- Krzyż Walecznych (trzykrotnie)
- Złoty Krzyż Zasługi (19 marca 1931)[24]
- Srebrny Krzyż Zasługi (2 marca 1925)[25]
- Krzyż Komandorski Orderu Korony Rumunii (Rumunia, 1933)[26]